# 第17師団 (日本軍)

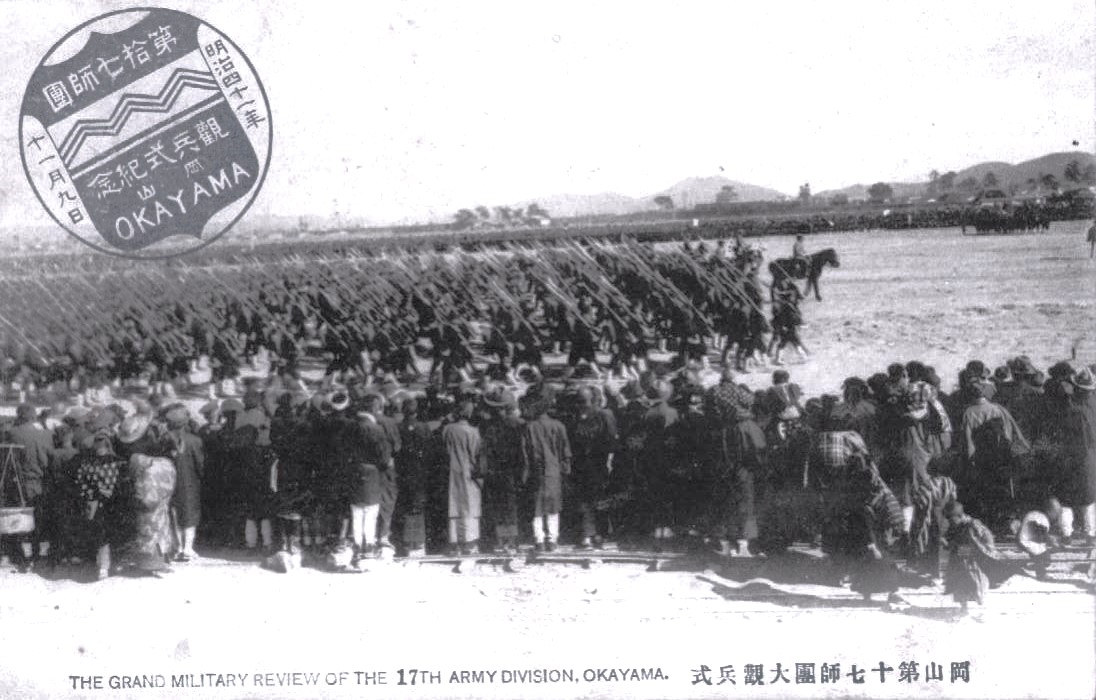
第十七師団が岡山で1908年11月9日に実施した大観兵式
（当時の絵葉書）

第17師団（だいじゅうななしだん）は、大日本帝国陸軍の師団の一つ。日露戦争後の1907年（明治40年）と、日中戦争勃発後の1938年（昭和13年）に編成された。

## 第一次編成
第17師団は1907年（明治40年）11月、第18師団とともに創設された。同年12月15日、師団司令部は岡山県岡山市東田町蓮昌寺内で事務を始めた。1908年（明治41年）3月4日、さらに司令部を同県御津郡伊島村字上伊福に移転した。1915年（大正4年）3月18日、師団司令部留守部を岡山に設置し、同年5月26日、師団司令部は遼陽に移転して2年間満州に駐屯。1917年（大正6年）5月10日に師団司令部が岡山に帰着して11日から事務を開始。翌1918年（大正7年）7月10日、兵器部が師団司令部内に移転して事務を始めた。
第一次世界大戦後の1920年（大正9年）に起きた戦後恐慌や、シベリア出兵の負担などから財政が逼迫し、日露戦争後も拡大してきた軍備を削減することになった。1922年（大正11年）から三次に亘って軍縮され、1925年（大正14年）に加藤高明内閣で行われた所謂「宇垣軍縮」によって4個師団の廃止が決まり、第17師団も第13・第15・第18師団とともに廃止された。

### 歴代師団長
- 一戸兵衛 中将：1907年（明治40年）11月13日 - 1911年（明治44年）9月6日
- 仙波太郎 中将：1911年（明治44年）9月6日 - 1914年（大正3年）4月17日
- 本郷房太郎 中将：1914年（大正3年）4月17日 - 1916年（大正5年）8月18日
- 星野金吾 中将：1916年（大正5年）8月18日 - 1918年（大正7年）7月24日
- 古海厳潮 中将：1918年（大正7年）7月24日 - 1921年（大正10年）7月20日
- 大野豊四 中将：1921年（大正10年）7月20日 - 1925年（大正14年）5月1日（廃止）

### 歴代参謀長
- 浄法寺五郎 歩兵大佐：1907年（明治40年）11月13日[7] - 1910年7月4日[8]
- 近野鳩三 工兵大佐：1910年（明治43年）7月4日[8] - 1913年8月22日[9]
- 長坂研介 歩兵大佐：1913年（大正2年）8月22日 - 1914年8月10日[10]
- 上田兵吉 歩兵大佐：1914年（大正3年）8月10日 - 1917年8月6日[11]
- 安満欽一 歩兵大佐：1917年（大正6年）8月6日[12] - 1918年11月1日[13]
- 石井常造 砲兵大佐：1918年（大正7年）11月1日 - 1921年7月20日[14]
- 川村尚武 歩兵大佐：1921年（大正10年）7月20日 - 1923年8月6日[15]
- 島田良一 歩兵大佐：1923年（大正12年）8月6日 - 1925年（大正14年）5月1日[16]

### 最終所属部隊
- 歩兵第33旅団
  - 歩兵第41連隊（福山）
  - 歩兵第54連隊（岡山）
- 歩兵第34旅団
  - 歩兵第21連隊（浜田）
  - 歩兵第63連隊（広島）
- 騎兵第21連隊
- 野砲兵第23連隊
- 工兵第17大隊
- 輜重兵第17大隊

## 第二次編成
日中戦争が起こると1925年（大正14年）に廃止された師団番号を利用して復活した。これを第二次編成と呼ぶ。
第26師団に引き続き1938年（昭和13年）4月に、第15・第17・第21・第22・第23の5個師団が編成された。これら5コは、前線用戦闘師団を対ソ戦闘に専念させ後方任務を分離する目的の新設であり、編制装備は次等とされ「警備師団」と呼ばれた。師団新設には帝国議会の承認を必要としたが、国防機密を明白にすることになるので、次局対応で議会報告無しに編成してしまい処理に困っていたとこころ支那事変（日中戦争）が勃発して臨時軍事費が計上されたので、堂々と師団新設を報告することができた。新設師団は駐兵権保有地域への配備を目的としたが、内地の常設師団が補充を担任した。
第17師団は留守第10師団の編成担任であった。第17の師団番号は、従来の第10師団（姫路）の特設師団番号に計画されていた。上記のように5コ師団新設が実行され、当初は、第21、第22、第23、第24、第25の師団番号を予定されたが、軍備増強計画更新により更に師団増を予定し、それら新設師団に番号を空けるため、第24・第25師団の師団番号が前詰めされ、軍縮廃止師団を永久的な常設師団として第15師団とともに第17師団が編成された。これにより第10師団の特設師団番号は第110師団に変更された。なお既にこの時、第13師団と第18師団は特設師団として1年前に出征していた。
この新編成5コ警備師団は関東軍に配備される前に実戦訓練の為に、まず中国戦線への投入が行われる事になった。満洲国西部のハイラルに駐屯していた騎兵集団を中国戦線に転用される事が決定した為、第23師団だけ直接満州へ派遣された。実戦訓練の為に中国戦線への投入された第17師団含むの4コ師団は、中国戦線が広がり続けたため抜けられなくなり、ついに本来の編成目的である満洲に行くことは無かった。
師団は中国大陸に渡り中支那派遣軍戦闘序列に編入、一部部隊が武漢作戦に参戦する。その後師団は占領地警備、治安作戦に従事した。師団捜索隊は1940年7月に復帰、所属した装甲車中隊は歩兵団装甲車中隊となり、所属騎兵は各歩兵連隊に1コ小隊ずつ分属された。これは急激な部隊増で乗馬の補充が困難となり全軍の乗馬定数減の必要が生じ、一部を除く在支師団に乗馬数減の編成改正が行われた。軍備増強優先順位一位が満洲関東軍であり、反対に国力断発力回復、官民工業力向上のため在支部隊は毎年10万人削減するように参謀総長は陸軍大臣から求められており、その一部として処理された。
太平洋戦争開戦後も中国に駐屯した。1943年（昭和18年）9月に南方へ転用され、ニューブリテン島に渡った。第17歩兵団司令部・歩兵第81連隊など隷下部隊の約1/3はブーゲンビル島へ分遣され、1944年（昭和19年）7月に独立混成第38旅団へ改編されて師団から除かれた。第8方面軍隷下に移った師団はニューブリテン島中心地のラバウルやツルブにて連合国軍の攻撃に耐えてニューブリテン島の戦いを展開、1945年（昭和20年）8月の終戦を迎えた。持久戦の間に2個混成連隊と師団捜索隊（2代目。第51師団捜索第51連隊の残存人員で編成）が新たに編合された。

### 歴代師団長
- 広野太吉 中将：1938年（昭和13年）7月15日 - 1940年（昭和15年）8月1日
- 平林盛人 中将：1940年（昭和15年）8月1日 - 1942年（昭和17年）12月1日
- 酒井康 中将：1942年（昭和17年）12月1日 - 終戦

### 歴代参謀長
- 伊藤忍 歩兵大佐：1938年（昭和13年）7月15日 - 1940年8月15日[17]
- 元泉馨 騎兵大佐：1940年（昭和15年）8月15日 - 1942年8月1日[18]
- 笹路太郎 大佐：1942年（昭和17年）8月1日 - 1944年3月16日[19]
- 角谷弘毅 大佐：1944年（昭和19年）3月16日 - 終戦[20]

### 最終所属部隊
- 歩兵第53連隊（鳥取）：大島廉治大佐
- 歩兵第54連隊（岡山）：丸山巖大佐
- 混成第2連隊：坂本康一大佐
- 混成第6連隊：永井元大佐
- 野砲兵第23連隊：菅井房吉大佐
- 工兵第17連隊：糸川僖一中佐
- 輜重兵第17連隊：今村武雄大佐
- 第17師団通信隊：繁田武一郎大尉
- 第17師団兵器勤務隊：関根朝男技術大尉
- 第17師団捜索隊：
- 第17師団第1野戦病院：高田俊三軍医少佐
- 第17師団第2野戦病院：永沼与助軍医少佐
- 第17師団第4野戦病院：小柳寅雄軍医少佐
- 第17師団病馬廠：安藤謙四郎獣医大尉